# Lessius Hogeschool
De Lessius Hogeschool was een Antwerps katholiek instituut voor hoger onderwijs. De naam Lessius verwijst naar Leonardus Lessius, een van de invloedrijkste en oorspronkelijke jezuïeten op het keerpunt van de 17e eeuw.
De Lessius Hogeschool Antwerpen ontstond in 2000 uit een fusie van de Katholieke Vlaamse Hogeschool en de Handelshogeschool Antwerpen. In 2008 sloot het De Nayer Instituut uit Sint-Katelijne-Waver zich aan bij de Lessius Hogeschool Antwerpen.
In 2010 sloot ook de Katholieke Hogeschool Mechelen zich bij de associatie Lessius aan onder de naam Lessius Mechelen. De naam van Lessius Hogeschool Antwerpen wijzigde op hetzelfde moment naar Lessius Antwerpen. Ook in 2010 ging het De Nayer Instituut, van 2008 tot 2010 deel van Lessius Hogeschool Antwerpen, over naar Lessius Mechelen.
Op 11 juli 2012 fuseerden Lessius Antwerpen en Lessius Mechelen met de Katholieke Hogeschool Kempen tot de nieuwe Thomas More hogeschool. Sinds 2013 worden de academische opleidingen op de campussen De Nayer, Carolus en Sint-Andries ingericht door de KU Leuven.
In het centrum van Antwerpen had de Lessius Hogeschool drie campussen. Twee ervan zijn nu academische campussen van de KU Leuven. Op campus Carolus zitten de handelswetenschappen en op campus Sint-Andries de Antwerpse faculteit Letteren. Enkel op de campus Sanderus worden nog opleidingen van Thomas More georganiseerd.
Haute École Francisco Ferrer · Haute École Galilée · Haute École Paul-Henri Spaak · Haute École Lucia de Brouckère · Haute École Libre de Bruxelles Ilya Prigogine · Haute École ICHEC - ECAM - ISFSC · Institut des Hautes Études des Communications Sociales (IHECS) · Haute École de Bruxelles (HEB) · École pratique des hautes études commerciales · Haute École Léonard de Vinci · Haute École de la Province de Liège (HEPL) · Haute École de la Ville de Liège · Haute École Libre Mosane (HELMo) · Haute École Charlemagne (HECh) · Haute École de Namur-Liège-Luxembourg · Haute École de la Province de Namur (Namur) · Haute École Albert Jacquard · Haute École en Hainaut · Haute École Louvain en Hainaut · Haute École provinciale de Hainaut Condorcet · Haute École Robert Shuman